# Велике Токо
Велике Токо (якут. Улахан Токо) — озеро на Алданському нагір'ї в південно-східній частині Республіки Саха, Російська Федерація, неподалік від кордону з Амурською областю. Розташоване у Нерюнгринському улусі на відстані 450 км від Нерюнгрі, за 90 км на захід від адміністративного кордону з Хабаровським краєм. Озеро належить басейну річки Алгама.
Постійних населених пунктів на узбережжі немає, територіально входить до складу заказника «Велике Токо». На невеликому віддаленні від озера в західному напрямі розташовується Ельгинське родовище кам'яного вугілля.

## Загальні відомості
Велике Токо є найбільшим озером в межах Станового хребта з площею дзеркала 82,6 км² і являє собою тектонічну западину, оброблену льодовиком. Має форму округлої, витягнутої в північному напрямку водойми з невеликими затоками льодовикового походження. Озеро розташоване на Токинському плато з абсолютними висотами 950-1100 м і загальною площею понад 10 тисяч км². Плато, зване також Токинською улоговиною, з півдня і південного сходу окаймляється хребтом Токинський становик, на півночі — Нижньо-Гонамським, на заході — Нінганським, а на сході — Учуро-Ідюмським хребтом. Озеро розташоване на півдні улоговини і обмежене системою валів кінцевих морен, є результатом активної діяльності льодовиків четвертинного періоду, що спускалися зі схилів Станового хребта в епохи зледенінь. Комплекс морен підноситься над рівнем озера на висоту до 100 м і досягає ширини 2-3 км. З зовнішньої сторони цей комплекс представлений крутим кінечноморенним валом, з грядами висотою до 10-15 м. Гряди складені з великих обкатанних валунів і необроблених льодовиком кам'яних брил. На відстані два кілометри в південному напрямку розташовується озеро Мале Токо (площа 2,5 км²), яке протокою з'єднане з єдиним значущим припливом озера Велике Токо — річкою Утук. Весь стік відбувається через річку Мулам, ліву притоку Ідюма.
Висота урізу води, що дорівнює 903 м, відповідає перехідній зоні від гірських середньотайгових лісів до зони лісотундрових лісів. Озеро знаходиться в області поширеної вічної мерзлоти, товщина якої в цій місцевості досягає 30 м, глибина зимового промерзання і відтавання коливається від 0,3 до 4 м. Тривалість зими в районі становить 7-7,5 місяців, середня температура -30--32 °C. Максимум опадів припадає на літній період, середня температура календарного літа— +17-+19 °C. Область озера сейсмоактивна, сильні землетруси в районі, можливо, були пов'язані з розвитком і таненням льодовиків у періоди зледенінь. У четвертинний період в околицях озера, можливо, також мали місце вулканічні або великі геотермальні виверження.
Узбережжя вкрите модриновим лісом, в якому зустрічається лось, дикий олень, бурий ведмідь, соболь, птиці і водоплавна дичина. В озері водиться таймень, ленок, харіус, сиг, окунь і щука. З причини великої глибини водоймища, його вода відрізняється високою прозорістю.

## Токинский вугільний басейн
Район Токинської улоговини, в якому розташовується озеро, входить у Південно-Якутський кам'яновугільний басейн із загальними запасами вугілля в 57,5 млрд т і виділяється в окремий Токинський (Токійський) вугільний район. Ельгинське вугільне родовище площею 246 км² розташоване за 15-30 км на захід від озера. На деякій відстані на схід від озера знаходиться Токо-Худурканське родовище вугілля. Кам'яне вугілля також зустрічається лежачим на узбережжі Великого Токо у вигляді гальки.